# Rodolfo Aguirre Tinoco
Rodolfo Aguirre Tinoco es un artista mexicano.
Nació en 1927, Aguirre Tinoco estudió en la Academia de San Carlos, la Escuela nacional de Artes Plásticas y la Escuela Nacional de Pintura, Escultura y Grabado "La Esmeralda".
Aguirre ha tenido más de 40 exhibiciones individuales y ha participado más de 370 exhibiciones en forma colectiva, ambas tanto en México como en el extranjero incluyendo al Palacio de Bellas Artes, el Museo Carrillo Gil, el Museo de Arte Moderno, la National Academy Galleries en Nueva York y el Tokyo Metropolitan Teien Art Museum. Sus obras se pueden encontrar en las colecciones del Museo Mexicano del Grabado y la Impresión en Bulgaria, el Museo Nacional de la Acuarela Alfredo Guati Rojo, el Museo de Arte Contemporáneo en Morelia y el Museo Amecatlel en la Ciudad de México. Ha montado exhibiciones también en el Salón de la Plástica Mexicana,del cual es miembro.
Su obra es una combinación de formas libres con elementos que han sido hechos a detalle de manera realista. Su idea es zambullirse en la psique humana, representando en su arte tanto los aspectos negativos como positivos de la humanidad. Su obra emplea a menudo materiales oscuros con textura rugosa, colores vivos para indicar negatividad y luz, colores brillantes en superficies tersas para indicar los aspectos positivos de la humanidad.
Las principales figuras de su obra son generalmente realistas con detalle, específicamente sus representaciones del cuerpo femenino, el cual representa creación. Sin embargo tres son los elementos de Expresionismo que se pueden encontrar en su obra. Los fondos son generalmente caóticos con abstracciones, sombras, luces, y caras rotas las cuales el pintor ha nombrado “psiquismo”. Como ejemplos notables de estas obras se incluyen “El señor de las flores”, “Enigma”, “Lo que es arriba, a veces, no es abajo”, “La psiquis 28”, “Luces y sombras”, “Rostro de los 3 reinos No.1” y “Hombre apocalípticode tierra, vegetal, animal de sentimientos y muerte”.
Falleció el 13 de junio de 2019.